# Microregione di Caraguatatuba
Caraguatatuba è una microregione dello Stato di San Paolo in Brasile, appartenente alla mesoregione di Vale do Paraíba Paulista.

## Comuni
Comprende 4 comuni:
- Caraguatatuba
- Ilhabela
- São Sebastião
- Ubatuba